# Torymus lividus
Torymus lividus är en stekelart som först beskrevs av William Harris Ashmead 1885.  Torymus lividus ingår i släktet Torymus och familjen gallglanssteklar. Inga underarter finns listade i Catalogue of Life.